# Église Saint-Polyeucte
L’église Saint-Polyeucte (en grec : Ἅγιος Πολύευκτος, Hagios Polyeuktos) de Constantinople fut une église byzantine construite au VIe siècle grâce à  la noble dame Anicia Juliana et dédiée à saint Polyeucte. Devant mettre en valeur  les origines impériales de sa fondatrice, l’église richement décorée demeura la plus imposante de la cité jusqu’à la construction de Sainte-Sophie. L'église a probablement servi de prototype à Constantinople pour le développement des églises à dôme, style architectural apparu en Italie et à Jérusalem sous Constantin et qui fut perfectionné par la suite lors de la construction de Sainte-Sophie.
On sait peu de choses sur l’histoire de l’église après sa construction. Elle exista jusqu’au XIe siècle alors que, l'église ayant été laissée à l’abandon, diverses éléments en furent retirés pour être réutilisés dans d’autres édifices à Constantinople et ailleurs à travers l’empire.  Pendant la période ottomane d’autres édifices, y compris une mosquée, furent érigés sur le site; l’église elle-même fut retrouvée lors d’excavations dans les années 1960. Situé directement devant l’hôtel de ville du Grand Istanbul, l’endroit est de nos jours préservé comme site archéologique et ouvert aux visiteurs; les sculptures toutefois ont été retirées et sont maintenant conservées au Musée archéologique d’Istanbul.

## Histoire

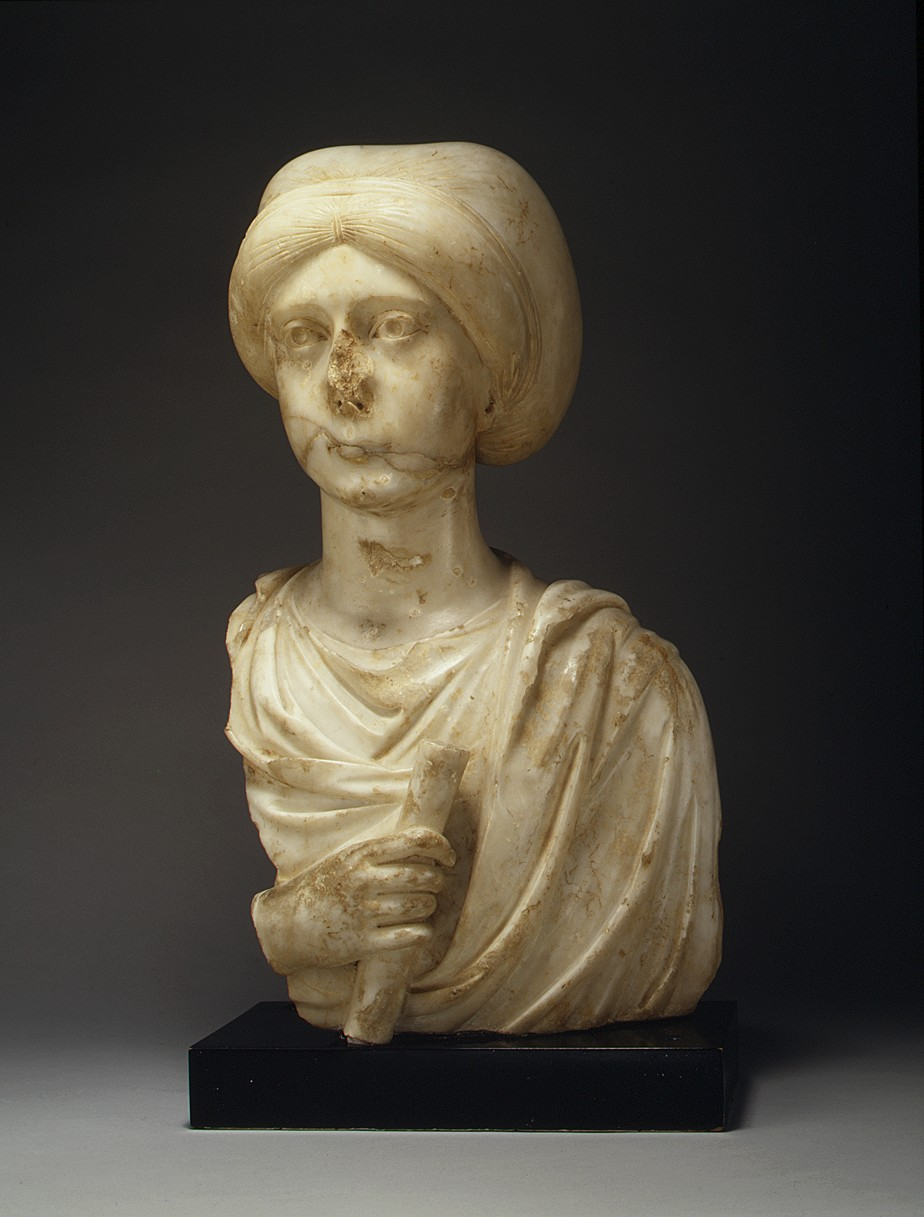
Buste de marbre de Dame Anicia Juliana (New York Metropolitan Museum of Art).

La construction de cette église est due à dame Anicia Juliana, née à Constantinople en 462 et morte en 527 ou 528, descendante de plusieurs empereurs de l’empire d’Occident.  Les travaux se déroulèrent de 524 à 527 sous le règne de Justin Ier (r. 518 – 527). La nouvelle église devait remplacer une église plus ancienne construite par Eudocie, femme de Théodose II (r. 408 – 450) et arrière-grand-mère  d’Anicia Juliana, afin qu’y soit déposé le crâne de saint Polyeucte, officier de la douzième légion romaine, martyrisé sous le règne de Dèce en 259,. On croit que cette nouvelle église était la plus grande de Constantinople jusqu’à la construction d’Hagia Sophia par Justinien Ier (r. 527-565), neveu et successeur de Justin Ier.
Dans une épigramme laudative de 76 vers, inscrite sur les murs de l’église et complètement préservée, Anicia Juliana estime s’être élevée par cette construction au rang des grands empereurs bâtisseurs Constantin Ier et Théodose II, et avoir dépassé en splendeur le temple de Salomon, sur les proportions duquel la nouvelle église était censée avoir être édifiée. L’édifice constituait ainsi un geste de défi visant à tourner en dérision l’autorité et le prestige de la dynastie régnante dont le fondateur, Justin Ier, était né dans un petit village dans les années 450 et, parti pour Constantinople dans sa jeunesse avait dû gravir tous les échelons de l’armée. Il n’est pas impossible du reste que la volonté d’occulter ces mêmes origines ait poussé Justinien Ier à reconstruire Hagia Sophia quelques années plus tard dans des proportions qui en fassent la plus imposante église de l’empire,,, comme le veut la célèbre phrase qu’on lui attribue une fois la construction terminée : « Salomon, je t’ai surpassé! »,. Quoi qu’il en soit de la véracité historique de cette allusion à Salomon, l’église représente surtout un symbole du prestige ancestral de la vieille aristocratie romaine dont descendait Anicia Juliana, ainsi que de l’orthodoxie chalcédonienne qu’elle avait défendue tout au long du règne de l’empereur monophysite Anastase Ier (r. 491 – 517). L’antagonisme existant entre Justinien et l’ancienne impératrice est du reste souligné par l’histoire rapportée par Grégoire de Tours à l’effet que peu après son avènement le nouvel empereur fit appel à cette dernière pour transférer une grande partie de sa fortune au Trésor public. Après avoir tergiversé pendant quelque temps, celle-ci plutôt que de se rendre au désir de l’empereur, fit fondre une partie de son or qui fut transformé en plaques dont elle se servit pour embellir l’intérieur du toit de la nouvelle église de Saint-Polyeucte, préservant ainsi son patrimoine de l’avidité impériale .
L’église fut utilisée jusqu’au XIe siècle, puis fut abandonnée. Par la suite, ses différentes pièces ornementales, sculptures ou autres éléments architecturaux (spolia), furent réutilisés comme matériaux de construction dans d’autres édifices, que ce soit par les Byzantins eux-mêmes, ou par les Croisés après le sac de la ville en 1204. De nombreuses pièces furent ainsi réemployées lors de la construction du monastère du Christ Pantocrator (l’actuelle mosquée Zeyrek). D’autres pièces, comme les chapiteaux, furent exportées  vers diverses capitales comme Venise, Barcelonne et Vienne , y compris les prétendus Pilastri Acritani (Piliers d’Acre) qui ornent maintenant la basilique Saint-Marc de Venise,.

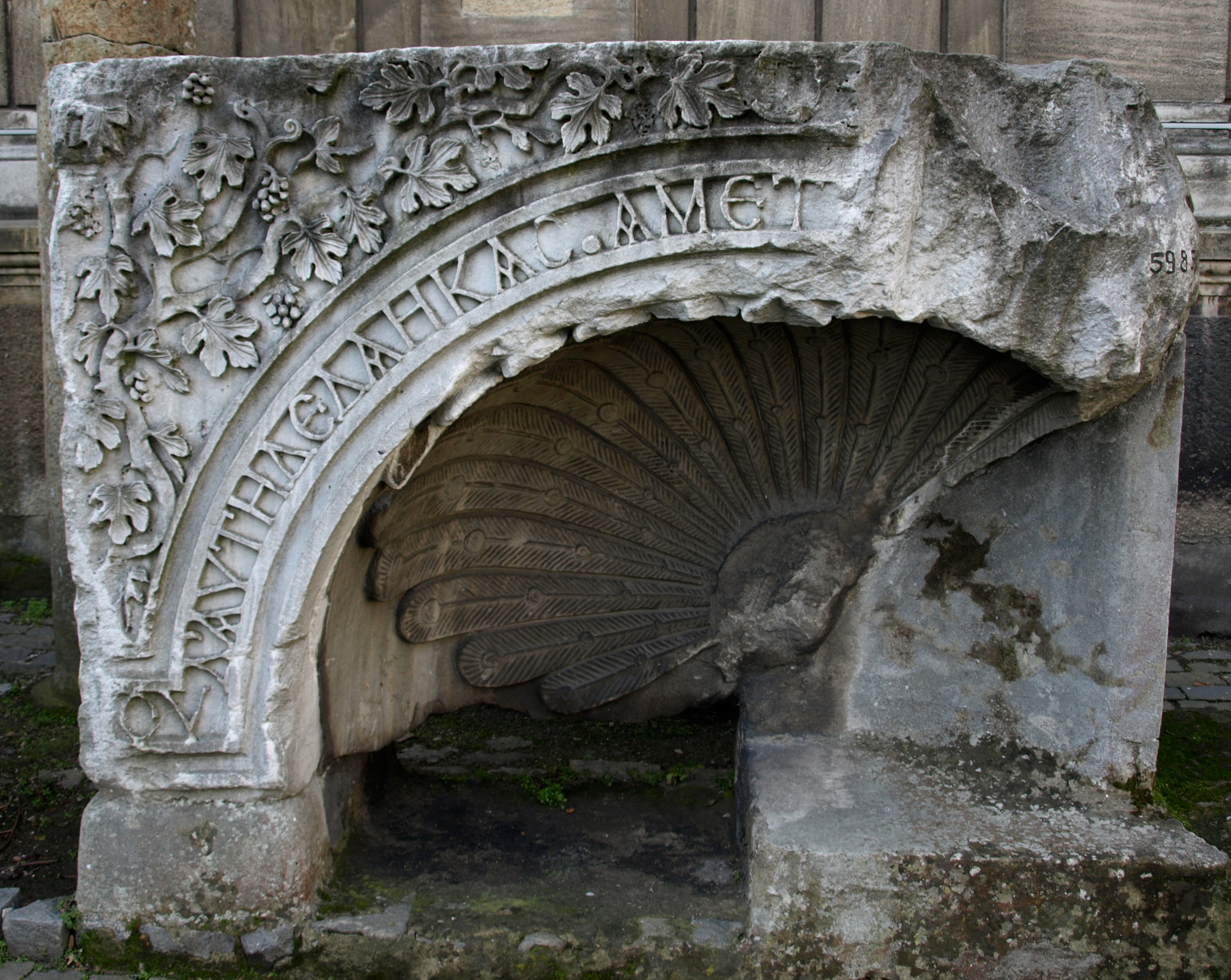
Fragment de l’entablement de l’église, sur lequel on peut voir le début du 31e vers de l’épigramme célébrant la fondation de l’église.

Pendant la période ottomane, diverses maisons et une mosquée furent construites sur l’emplacement de l’église dans le quartier Sarçhane (anciennement Constantinianae). En 1940, l’endroit fut nivelé et dans les années 1960, pendant la construction du carrefour Şehzadebaşı Caddesi et Atatürk, on commença les excavations . On a ainsi pu découvrir des voutes de briques ainsi que des sculptures de marbre en provenance de l’ile de Marmara dont certains fragments de l’épigramme monumentale qui ornait l’église. Ces fragments, de même que des allusions littéraires aux processions impériales sur l’avenue dite Mese, permirent de déterminer avec certitude l’emplacement de l’église,.  Le site fut fouillé méticuleusement des années 1964 à 1969 par des archéologues sous la direction du professeur Nezih Firatli du Musée archéologique d’Istanbul et de M. Richard Martin Harrison de l’Institut de Dumbarton Oak. Le site, faisant directement face à l’Hôtel de Ville du Grand Istanbul, est maintenant ouvert aux visiteurs en tant que site archéologique; toutefois les sculptures ont été transférées au Musée archéologique d’Istanbul .

## Architecture
En dépit de sa notoriété dans l’ancienne Constantinople, on sait très peu de choses sur l’histoire et l’architecture de cette église. La plupart de nos informations sur l’apparence intérieure de l’édifice est dérivée de l’épigramme en l’honneur d’Anicia Juliana et de sa famille inscrite sur les frises qui courent à divers endroits de  l’église. Selon cette épigramme, le plan de l’église reproduirait celui de l’ancien Temple de Jérusalem et ses proportions seraient celles données dans la Bible pour le Temple de Salomon, utilisant l’ancienne coudée royale comme unité de mesure comme dans le modèle,. Ainsi, Richard Martin Harrison, archéologue chargé des fouilles, a pu déterminer que celle-ci était construite  sur un *plan basilical, longue d’environ 52 m avec une nef centrale et deux *collatéraux ou bas-côtés  partant d’un *narthex et précédé par un grand *atrium de 26 m de long. Au nord de cet atrium, on a identifié les ruines de ce que l’on croit être ou bien le *baptistère de l’église ou le palais d’Ancia Juliana. Une structure souterraine ovale au centre de l’édifice indiquait selon Harrison l’endroit où se trouvait l’*ambon, alors que les imposantes fondations permettent de croire à la présence d’un *dôme, ce qui porterait la hauteur de l’édifice à 30 m. On ignore la forme qu’avait l’autel, cette partie de l’édifice n’ayant pas été suffisamment excavée. Si cette théorie était exacte, cela signifierait que Saint-Polyeucte serait le premier édifice à combiner plan basilical et dôme, précédant ainsi tant l’église des Saints-Serge-et-Bacchus que Hagia Sophia, construites par Justinien. De l’épigramme on peut déduire que l’édifice comprenait deux étages avec colonnades et *galeries. Sur la base de la même épigramme et de la structure souterraine, Harrison conclut à l’existence de deux *exèdres à deux étages composé de trois niches, séparés par une *estacade sur les côtés nord et sud de l’ambon. Les espaces entourant la travée ouest du dôme auraient été recouvertes de *voutes en berceau ou de *voutes d’arrêtes,.
La décoration intérieure était d’une grande richesse.  Les murs étaient recouverts de plaques de marbre, le toit était couvert d’une plaque d’or et on trouvait dans le narthex une reproduction du baptême de Constantin le Grand. On a aussi retrouvé sur le site des fragments d’ivoire, d’améthyste, de tessons de verre dorés ou colorés originellement sertis dans des sculptures de marbre, de même que des fragments de mosaïques. L’évocation hypothétique du Temple de Salomon était renforcée par la présence de motifs comme palmiers, grenadiers et lys dans la décoration de l’église. Un autre trait ignoré jusque-là  dans l’art et l’architecture constantinopolitains est l’utilisation répétée de motifs décoratifs perses sassanides comme des frises recouvertes de palmettes et de feuilles de grenadiers ou d’autres motifs végétaux ou géométriques qui devinrent fort populaires au VIe siècle et furent utilisés pour la décoration de Hagia Sophia . Une autre découverte exceptionnelle fut celle de dix plaques en relief portant les images du Christ, de la Vierge et des Apôtres; de telles images sont extrêmement rares de nos jours, la plupart des représentations de figures humaines ayant été détruites pendant la période iconoclaste des VIIIe siècle et IXe siècle.
L’une des plus exceptionnelles trouvailles sur le site est constituée par les pièces principales des niches. Ces plaques de marbre massives consistent  en un segment concave contenant au centre un paon vu de face, la queue déployée. L’épigramme se déploie le long du demi-cercle des motifs sculptés. Sur les tympans entourant les paons on retrouve des feuilles de vigne et leurs grappes. Les lettres de l’inscription ont un relief de 11 cm et sont entourées de grappes de vigne au réalisme frappant. Les détails de chaque feuille sont reproduits avec une exactitude minutieuse. On voit les veines de chacune, les bords de quelques feuilles sont fanés et déchiquetés; l’artiste s’est même donné la peine d’augmenter l’impression de relief en penchant certaines vers l’avant alors que d’autres se replient vers l’arrière. Martin Harrison fait remarquer que ce travail d’artisanat est dû à l’œil de l’artiste et n’utilise pas de modèle constant comme on peut le constater par différentes marques faites par le ciseau, d’infimes irrégularités et de toutes petites courbes dans le treillis. Cette décoration était originellement peinte de couleurs vives, les couleurs les plus utilisées étant le bleu, le vert et à moindre degré, le pourpre. Ces couleurs étaient rares ou difficiles à produire et montrent le pouvoir que pouvait exercer Anicia Juliana. L’arrière-plan des vignes et des lettres était en bleu vif. Les paons, associés à la déesse Héra et à la royauté dans l’Antiquité puis symboles de renouveau et de renaissance dans le christianisme primitif , décorés de colliers gravés, étaient peints en bleu, vert et or. Dans les cavités sculptées pour les yeux, on utilisait des pièces de verre de couleur verte. Ces derniers tenaient  dans leur bec des chaines auxquelles diverses choses devaient être suspendues. Selon Connor, leur location indiquerait la présence de lampes.

## Glossaire
- Ambon : Pupitre, placé à l'entrée du chœur, dans une église, où est posé le lectionnaire ou la Bible. Il désigne aussi une tribune fixe d’où sont lus les textes sacrés.
- Atrium : Dans la basilique chrétienne, l’atrium était l’enceinte extérieure, le parvis, seule partie de la basilique où les personnes non encore baptisées pouvaient accéder.
- Baptistère : Dans l’architecture chrétienne primitive, bâtiment — le plus souvent isolé et de plan centré — spécifiquement destiné à pratiquer le baptême chez les chrétiens.
- Collatéral : Dans l’architecture chrétienne, le collatéral (du latin médiéval collateralis) ou bas-côté est un vaisseau latéral de la nef d'une basilique, ou d'un édifice à plan basilical, de part et d'autre du vaisseau central.
- Dôme : Toit élevé de forme arrondie surmontant certains grands édifices. Il existe plusieurs sortes de dômes : dôme à pans, dôme à tambour, etc.
- Église à plan basilical : Type de plan d'église qui se développe en longueur. Il s'oppose au plan centré.
- Entablement : Saillie au sommet des murs d’un bâtiment qui supporte la charpente de la toiture; ici, partie de l’édifice qui surmonte une colonnade et comprend l’architrave, la frise et la corniche (Le Petit Robert, 1993).
- Estacade : Jetée à claire-voie faite par un assemblage de pieux, pilotis et chaines.
- Exèdre : Banc de pierre semi-circulaire au fond de l'abside.
- Galerie : Dans un théâtre ou une église, balcon à encorbellement permettant d’y loger plusieurs rangs de spectateurs (Le Petit Robert, 1993).
- Narthex : Portique interne aménagé à l'entrée de certaines églises paléochrétiennes ou médiévales.
- Voute d’arêtes : Voûte obtenue par l'intersection de deux berceaux qui se croisent à angle droit en conservant les parties extérieures aux arêtes d'intersection.
- Voute en berceau : Voûte dont la surface est un cylindre continu.

## Galerie

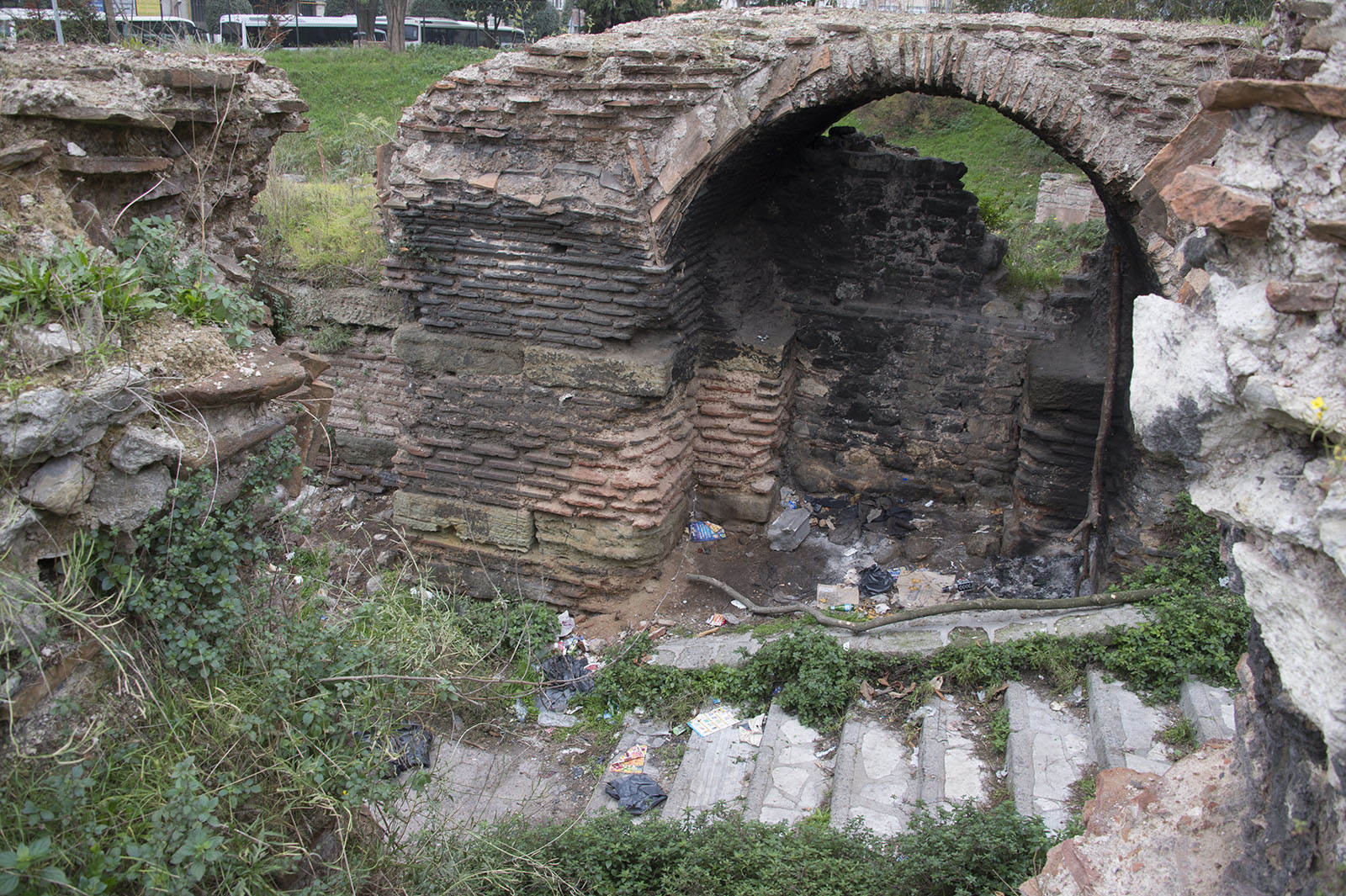
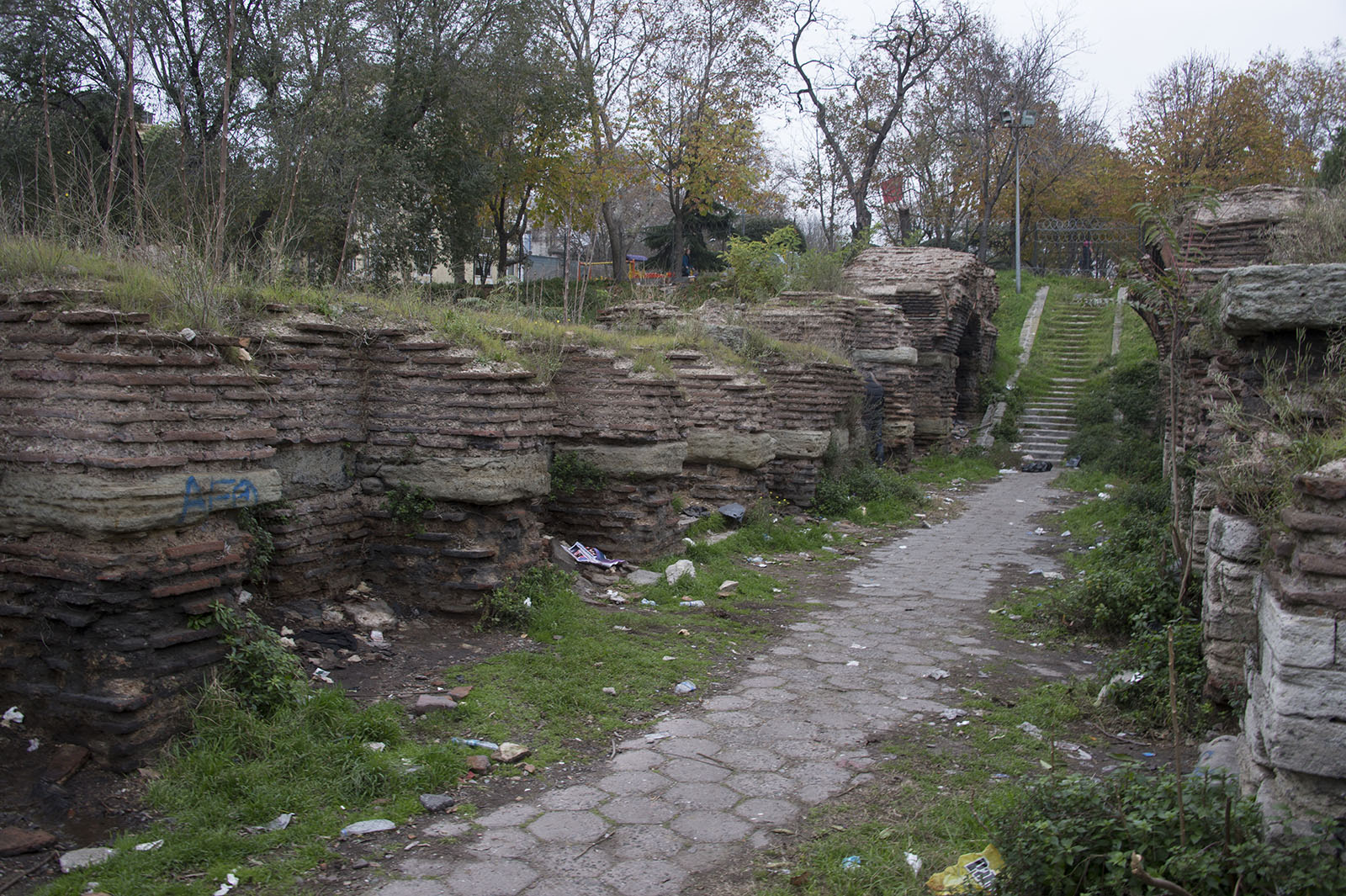
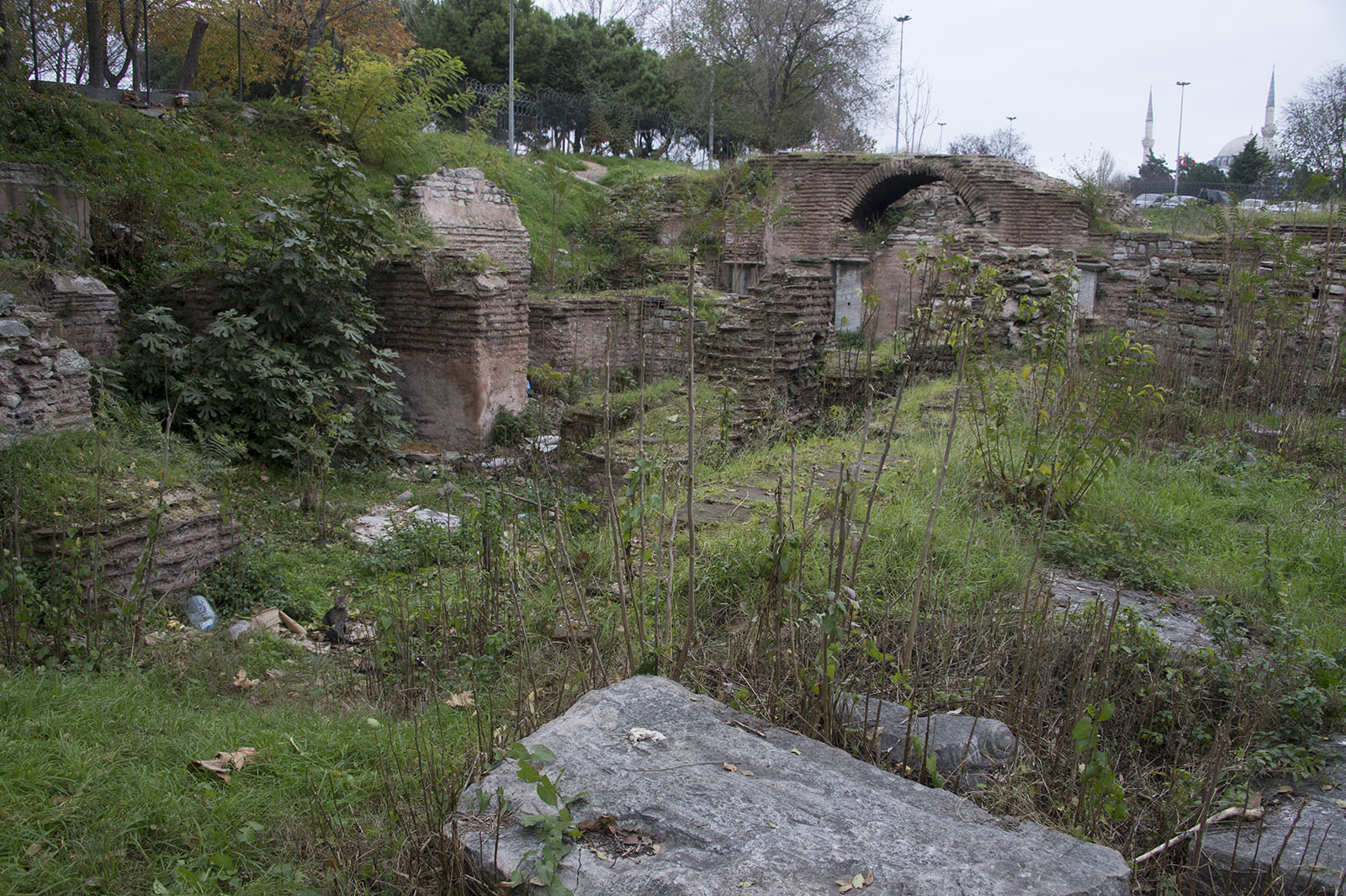
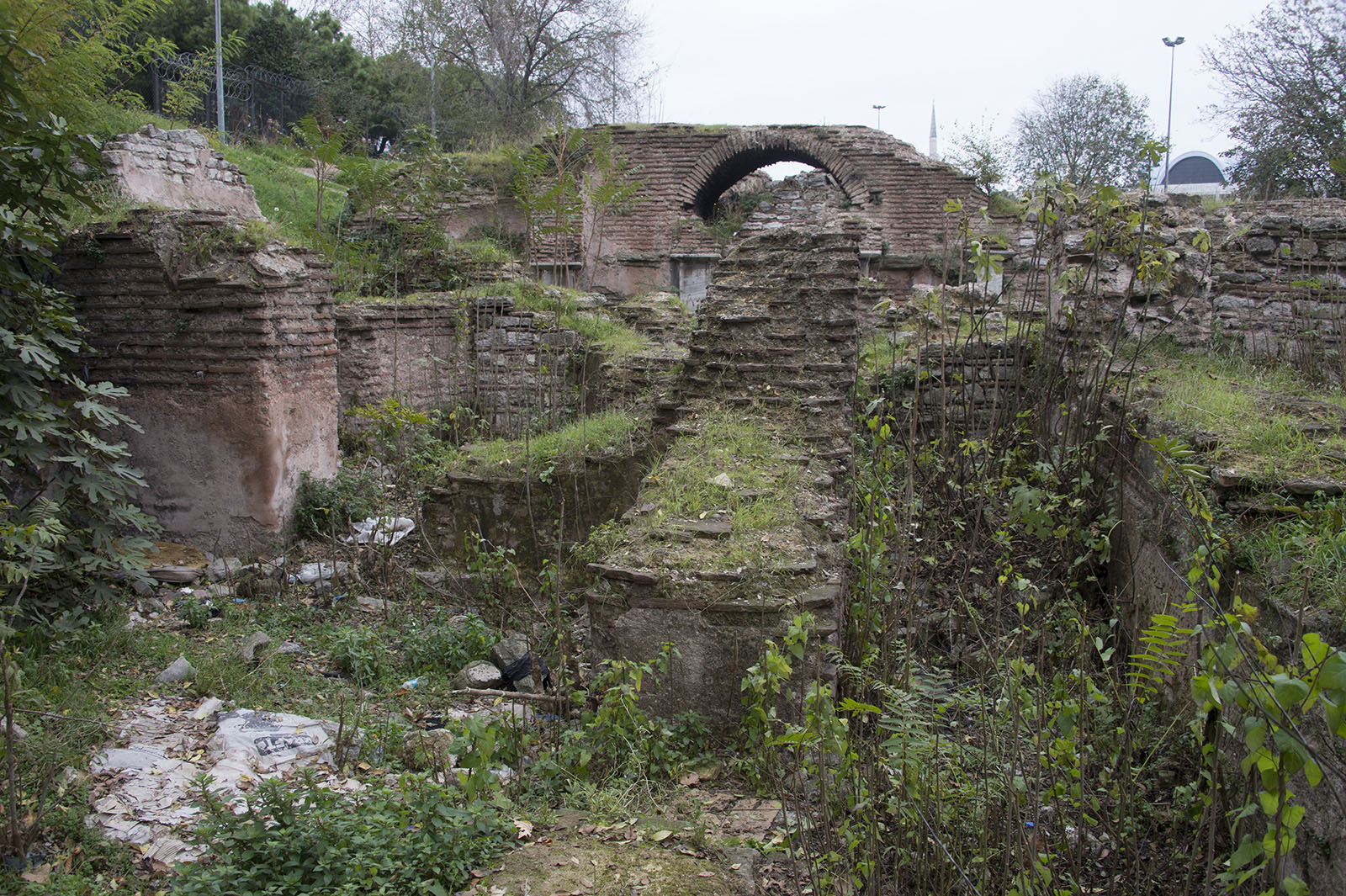
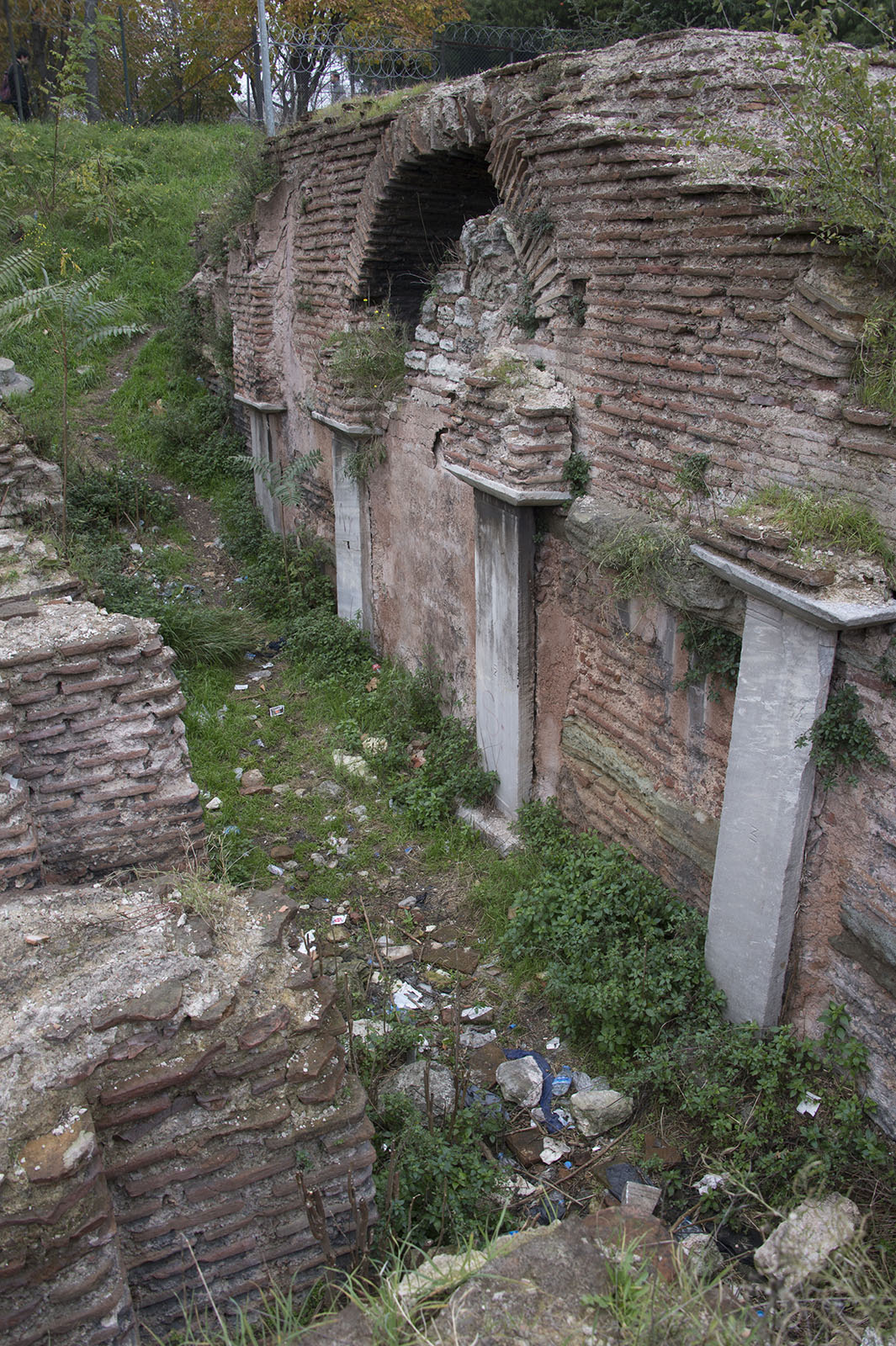
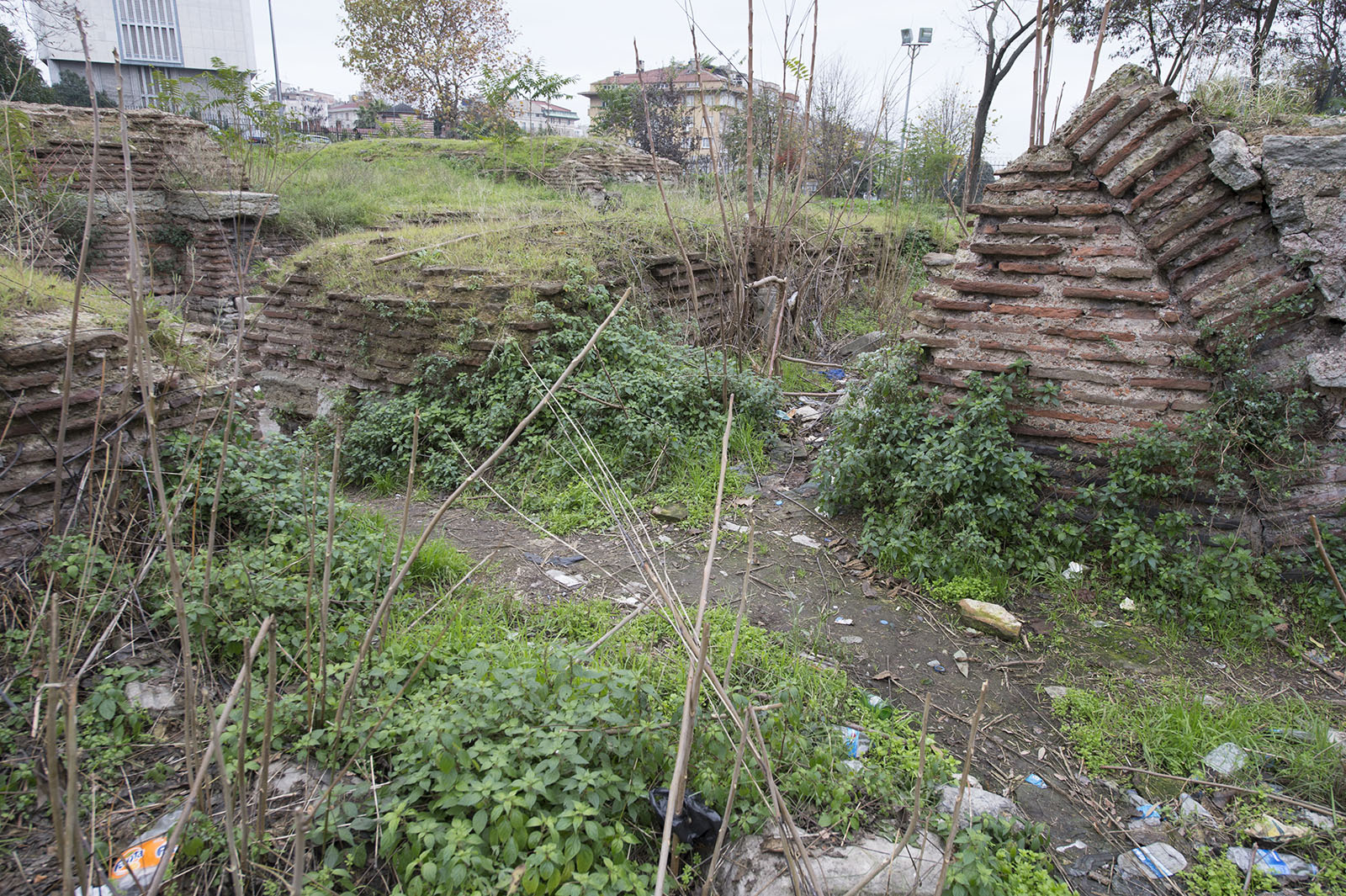
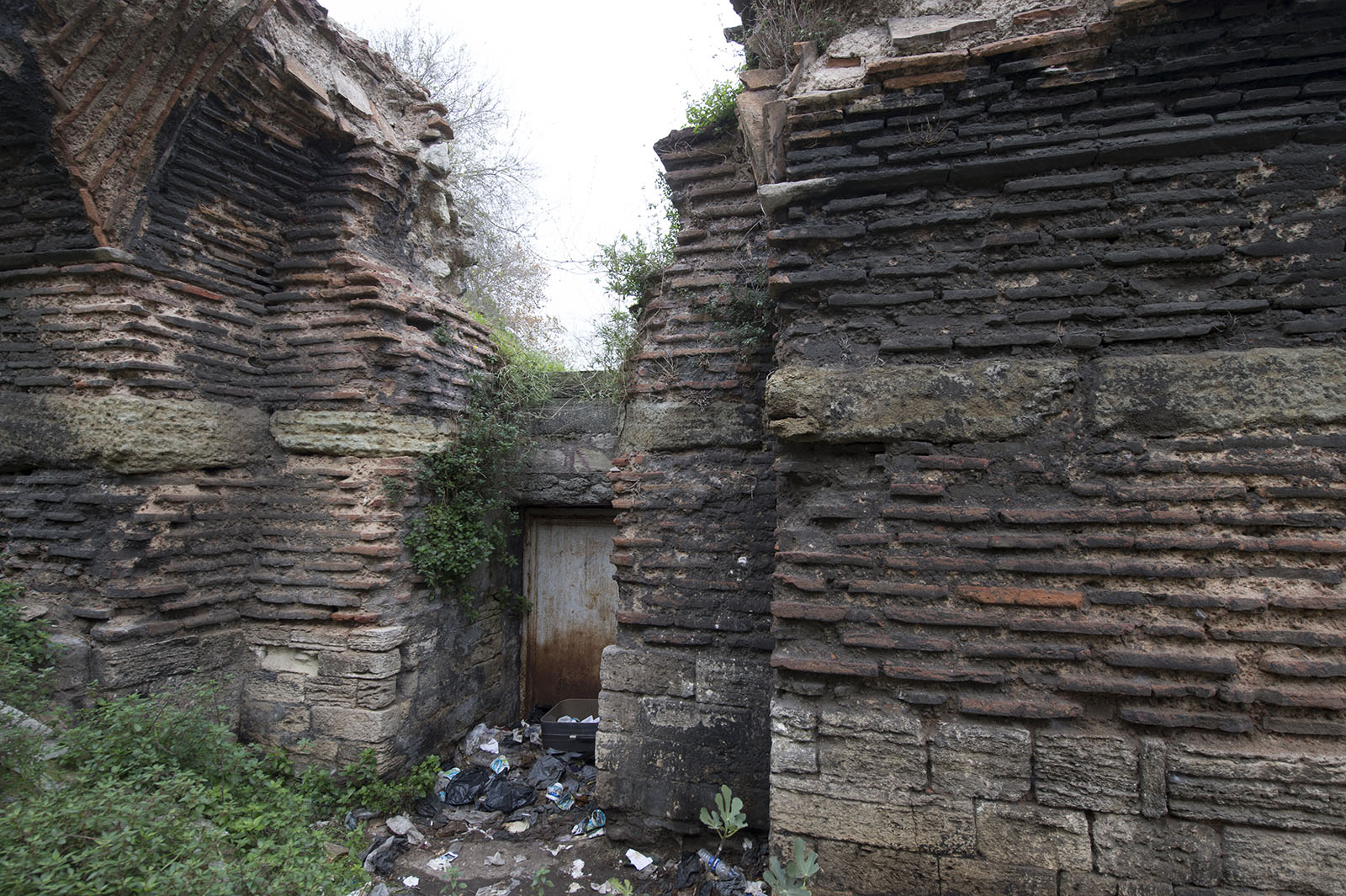
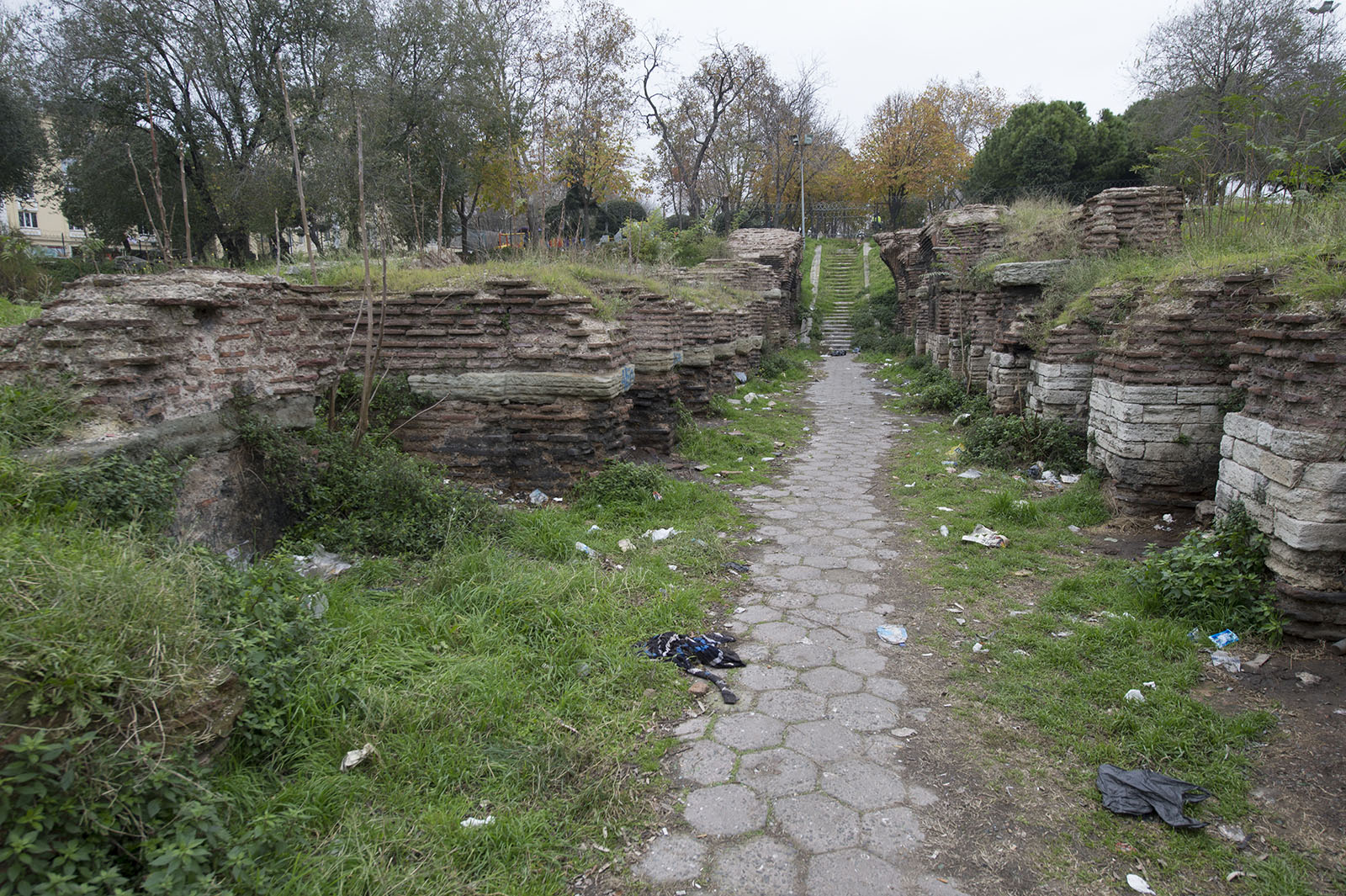